# قتل فرخشاد لیستر
قتل فرخشاد لیستر به ماجرای ناپدید شدن پسر کوچکتر احمد لیستر سید احمد میرسپاه لیستر سرمایه‌دار و ثروتمند پرآوازۀ ایرانی در دورۀ پهلوی و باجناق رضا شاه اشاره دارد. این ماجرا حتی به واکنش محمدرضاشاه پهلوی و تعیین جایزه از سوی او برای کسی که از حال فرخشاد خبری بیاورد انجامید، روزنامه‌ها و مجلات همان زمان گزارش‌ها و تحلیل‌های فراوان نوشتند. درباره‌اش کتاب و مجموعهٔ تلویزیونی نیز نوشته شده‌ است. سید فرامرز میرسپاهی یا سید فرامرز لیستر از مظنونان این قتل بود.

## در ادبیات و فرهنگ

### سریال تلویزیونی کارآگاه علوی
در سری دوم مجموعهٔ تلویزیونی کارآگاه علوی که ساختش از سال ۱۳۸۶ و پخشش در نیمهٔ دوم ۱۳۸۷ آغاز شد، سه قسمت از خود را به ماجرای کشته شدن فرخشاد لیستر اختصاص داد. در این قسمت‌ها نقش احمد لیستر را محمد ساربان و نقش فرامرز را هنرپیشهٔ جوان، امیر دلاوری بازی کرد.

### در ادبیات
قتل فرخشاد موضوع کتاب محدودۀ خون: هندسۀ یک جنایت خانوادگی نوشتۀ سعید احمدیان بوده‌است.

## منبع‌ها
1. ↑  «بازگشتم تا راز پرونده‌های قدیمی را افشاکنم». گزارشی از پشت صحنه سریال «کارآگاه علوی ۲». روزنامهٔ جام جم. ۱۱ بهمن ۱۳۸۶. ص. خبر شمارهٔ ۱۰۰۹۲۹۴۴۹۱۳۰. دریافت‌شده در سه‌شنبه ۲۲ بهمن ۱۳۸۷. تاریخ وارد شده در |بازیابی= را بررسی کنید (کمک)
2. ↑  شیخی، پیمان (۲۶ آبان ۱۳۸۷). «۹۹درصد مردم به بازیگری علاقه‌مند هستند». گفتگو با امیر دلاوری، بازیگر تئاتر، سینما و تلویزیون:. روزنامهٔ دنیای اقتصاد، ش ۱۷۵۹. ص. کد خبر DEN- ۱۳۲۲۶۲. دریافت‌شده در بهمن ۱۳۸۷. تاریخ وارد شده در |بازیابی= را بررسی کنید (کمک)[پیوند مرده]
3. ↑  هندسۀ یک جنایت خانوادگی، در رونامۀ جام‌جم، شمارۀ ۶۷۸۷، ص ۲۴؛ بازدید در ۱۶ مهر ۱۴۰۳.